# 索恩河畔罗什塔耶
索恩河畔罗什塔耶（法語：Rochetaillée-sur-Saône，法語發音：[ʁɔʃtaje syʁ son]）是法国里昂大都会的一个市镇，属于里昂区。

## 地理
索恩河畔罗什塔耶（45°50'31"N, 4°50'7"E）面积1.29 平方千米，位于法国奥弗涅-罗讷-阿尔卑斯大区里昂大都会，后者为法国的一个特殊地位集体，自2015年脱离罗讷省成立，位于法国中东部，中心城市为里昂。
与索恩河畔罗什塔耶接壤的市镇（或旧市镇、城区）包括：科隆日欧蒙多尔、库宗欧蒙多尔、索恩河畔弗勒里约、方丹圣马丹、索恩河畔方丹、圣罗曼欧蒙多尔。
索恩河畔罗什塔耶的时区为UTC+01:00、UTC+02:00（夏令时）。

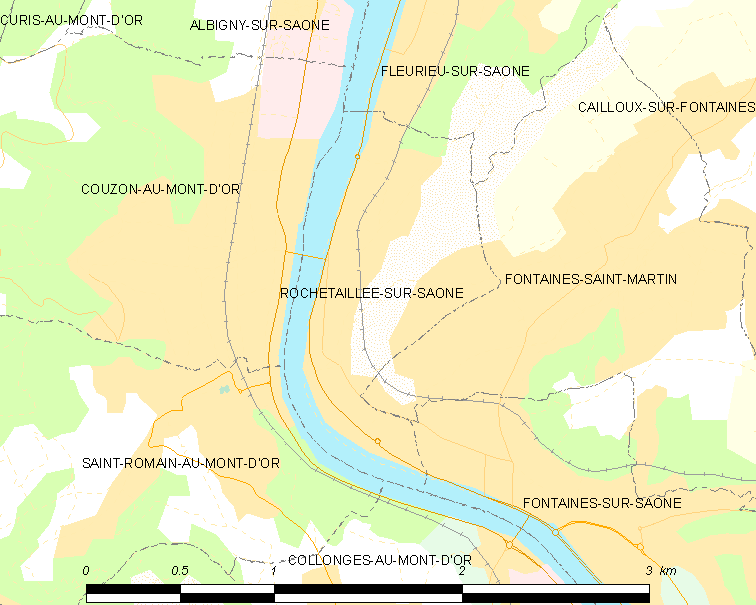
索恩河畔罗什塔耶的OSM定位图

## 行政
索恩河畔罗什塔耶的邮政编码为69270，INSEE市镇编码为69168。

## 政治
索恩河畔罗什塔耶的现任市长为埃里克·韦尔吉亚（Éric Vergiat）先生，任期为2020-2026年。

## 人口

1962-2008年间索恩河畔罗什塔耶人口变化图示

索恩河畔罗什塔耶于2022年1月1日时的人口数量为1546人。